# Microdon praetermissus
Microdon praetermissus är en tvåvingeart som beskrevs av Ferguson 1926. Microdon praetermissus ingår i släktet myrblomflugor, och familjen blomflugor. Inga underarter finns listade i Catalogue of Life.